# Угоститељско-туристичка школа Београд
Угоститељско-туристичка школа је средња стручна школа. Она се налази у Београду, у Србији на територији општине Савски венац, Југ Богданова 28.
Ученици ове средње школе имају организовану практичну наставу и у обавези су да је похађају.
У школи постоји шест образовних профила:
1. Угоститељски техничар
2. Туристички техничар
3. Кулинарски техничар
4. Кувар
5. Конобар
6. Посластичар

## Практична настава школе
Посебан акценат стављен је на практичну наставу, која се изводи у хотелу Палас, који представља школску радионицу. Поред хотела Палас школа организује практичну наставу и у другим хотелима. Школа поред редовног организује и ванредно образовање.

## Историја
Развојем угоститељства у Србији после Великог рата указала се потреба и за већим бројем стручних и професионалних радника. Потребна је била школа. Министарство трговине и индустрије 5. новембра 1938. године донело је одобрење за отварање Више угоститељске школе у Београду (у рангу данашње средње школе), а два дана касније – 7. новембра 1938 – школа је отпочела са радом и то у згради у којој се и данас налази. Од оснивања, у свом саставу имала је и интернат и школски ресторан, у коме се изводила практична настава. Виша угоститељска школа у Београду прва је школа те врсте на територији Србије и била је организована на модерним концепцијама образовања. Нажалост, ратни немири у земљи прекинули су рад у свим школама у Србији, те је и Виша угоститељска школа престала да ради 22. јула 1941. и више није обнављана.
Након рата донет је Закон о ученицима у привреди (1946). На основу овог закона, 1948. године основана је Нижа угоститељска школа у Београду. Исте године основана је и прва средња угоститељско-туристичка школа у Аранђеловцу, познатија под називом Угоститељско-туристички техникум. Школа је већ 1949. године пресељена у Београд, у зграду данашње Угоститељске школе.
Потребе привреде у земљи тражиле су висококвалификовани стручни кадар, те је Угоститељска комора 1955. године основала Мајсторску угоститељску школу са радионицом за практичну обуку, и обезбедила све услове за рад школе. Школовање је трајало две године, а ученик је по завршетку школовања стицао звање висококвалификованог радника угоститељске струке – кувара или конобара.